# Alex Kidd: The Lost Stars
Alex Kidd: The Lost Stars ist ein Jump ’n’ Run, das am 10. Dezember 1986 als Arcade-Automat erschien. Am 1. Februar 1988 erschien es auch für das Sega Master System. Es ist die Fortsetzung von Alex Kidd in Miracle World. Am 17. April 2009 kam das Spiel als Virtual-Console-Titel für Nintendos Wii heraus.

## Inhalt
Alex Kidd und Stella sind auf der Suche nach den zwölf Sternzeichen. Alex Aufgabe ist es in den Levels nach den sechs Aundeebälle zu finden. Diese Bälle sind in so ungewöhnlichen Orten versteckt. Zu den Levels gehören Toy World, Machine World, World of Make Believe, Water World, Monster World und Giant’s Body.
Sobald die sechs Wunderbälle erhalten sind, muss Alex sich in den Weltraum wagen, um sie in das heilige Land Ziggurat zu tragen. Nachdem das letzte Level der Schrein von Jiggarat abgeschlossen ist, muss der Spieler alle Level erneut durchlaufen, jedoch mit neuen Feinden. Diesmal gibt es ein Zeitlimit und wenn die Zeit abläuft, verliert der Spieler ein Leben.

## Spielprinzip und Versionen
Anders als im Vorgänger kann der Spieler die Gegner nicht mehr mit dem Faust eliminieren und es gibt kein Stein-Schere-Papier-Spiel mehr. Abgesehen von Grafik und Sound sind die Arcade- und Master-System-Versionen ähnlich. Die Arcade-Version hat eine begrenzte Anzahl von Leben (standardmäßig drei), während die Master System-Version unendlich viele Leben hat. Die Arcade-Version bietet einen kooperativen Zwei-Spieler-Modus, wobei der zweite Spieler die Kontrolle über ein weibliches Gegenstück zu Alex Kidd namens Stella übernimmt.

## Rezeption
In Japan listete Game Machine Alex Kidd: The Lost Stars in ihrer Ausgabe vom 1. Februar 1988 als das dreizehnterfolgreichste Arcade-Spiel des Monats auf. Computer and Video Games bewertete die Sega Master System-Version im Jahr 1990 und vergab eine Wertung von 80 %. Das Magazin lobte die „lustige und farbenfrohe“ Grafik und sagte: „Das Gameplay macht genauso süchtig wie alle anderen aus der Spielreihe.“ IGN bewertete die Virtual-Console-Version mit 5 von 10 Punkten.